# Herbert Bristol Dwight
Herbert Bristol Dwight (Geneva, Illinois, 8 de setembro de 1885 – 30 de junho de 1975) foi um engenheiro eletricista estadunidense-canadense.
Dwight frequentou escolas em Ontário, e estudou na Universidade de Toronto durante dois anos, estudando depois na Universidade McGill, onde graduou-se em 1909 com um B.Sc. em engenharia elétrica. Desenvolveu um método para calcular a relação de resistência por efeito pelicular de um condutor tubular e deduziu fórmulas para a indutância mutual de espiras de eixos paralelos, repulsão de espiras de eixos paralelos, e auto indutância de espiras cilíndricas longas.
Foi palestrante convidado do Congresso Internacional de Matemáticos em Toronto (1924).

## Publicações selecionadas
- Transmission line formulas for electrical engineers and engineering students. [S.l.: s.n.] 1913
- Constant-voltage transmission; a discussion of the use of synchronous motors for eliminating variation in voltage in electric power systems. [S.l.: s.n.] 1915
- Transmission line formulas; a collection of methods of calculation for the electrical design of transmission lines. [S.l.: s.n.] 1925
- Tables of integrals and other mathematical data. [S.l.: s.n.] 1934
- Electrical coils and conductors, their electrical characteristics and theory. [S.l.: s.n.] 1945
- Electrical elements of power transmission lines. [S.l.: s.n.] 1954